# 锦帽胡同
锦帽胡同，是位于北京市西城区中部的一条胡同。现已无存。

## 简介
锦帽胡同为东西走向，东端向南折至松鹤胡同，西至真武胡同。全长100米，平均宽4米。清朝称狗尾胡同、狗尾巴胡同，因胡同的形状而得名。1911年之后又称鸡毛胡同，后来谐音改称锦帽胡同。1990年代拆除，原址兴建金阳大厦。